# Жылан
Жылан (каз. Жылан) — село в Шалкарском районе Актюбинской области Казахстана. Входит в состав Тогызского сельского округа. Код КАТО — 156445200.

## Население
В 1999 году население села составляло 248 человек (105 мужчин и 143 женщины). По данным переписи 2009 года, в селе проживало 305 человек (146 мужчин и 159 женщин).